# 2005-ös magyar amerikaifutball-bajnokság
Az I. Hungarian Bowl a MAFL (Magyarországi Amerikai Futballcsapatok Ligája) által szervezett amerikaifutball-bajnokság a 2005-ös évben. A bajnokságban 4 csapat vett részt.
A döntőre november 11-én került sor Budapesten a BVSC stadionban a Debrecen Gladiators és ARD7 Budapest Wolves csapata között.

## Alapszakasz

### Győr Sharks–Debrecen Gladiators50-28
| Negyed     | 1 | 2  | 3  | 4 | Tot |
| ---------- | - | -- | -- | - | --- |
| Sharks     | 7 | 27 | 13 | 3 | 50  |
| Gladiators | 8 | 6  | 6  | 8 | 28  |

- Kezdés: 2005. október 1. 14:00
- Helyszín: Győr Bácsai Sporttelep
- Nézőszám: 250
- MVP: Becs László #81 – Győr Sharks

A Debrecen gárdája meglepően jól kezdte a mérkőzést, komoly fejtörést okozva a még be nem melegedett Cápáknak. Szép menetelés végén megszerezték a bajnokság első touchdown-ját. Az extra pont kísérletnél rúgáshoz álltak fel a Gladiátorok, de a snap-et követően a labda túl magasan érkezett. A szemfüles amerikai irányító viszont nem esett kétségbe, hanem felismerve a lehetőséget, a célterületre futott, plusz 2 ponthoz juttatva ezzel a vendégeket. Ilyen, elrontott snap utáni 2 pontos extra kísérletből több is akadt a mérkőzés folyamán. A Győr lassan talált magára, így az első negyed Gladiátor vezetéssel zárult.
A második negyedben az addig kiegyenlített mérkőzés képe megváltozott, a Cápák erőre kaptak. Gyors egymásutánban szerezték a touchdown-okat, köszönhetően remek futójátékuknak, és a #22-el játszó Kohut Dávidnak. Külön figyelmet érdemeltek a Győr reverse futásos akciói, mely ellen a Debrecen nem találta az ellenszert. A harmadik negyedre a két csapat közti különbség 20 pontosra duzzadt. Ekkor a Sharks csapata kiengedett, így a mérkőzés további részében állandósult a különbség. A Debrecennek mindig volt válasza a Győriek pontjaira. A negyedik negyed újra kiegyensúlyozott játékot hozott. A Gladiátorok próbáltak lefaragni a hátrányukból, a touchdown után bevállalták, és sikeresen teljesítették a 2 pontos extra kísérletet, a Cápáknak csak egy mezőnygólra futotta erejükből.

### Nagykanizsa Demons–ARD7 Budapest Wolves0-79
| Negyed | 1  | 2  | 3  | 4  | Tot |
| ------ | -- | -- | -- | -- | --- |
| Demons | 0  | 0  | 0  | 0  | 0   |
| Wolves | 23 | 21 | 21 | 14 | 79  |

- Kezdés: 2005. október 2. 13:00
- Helyszín: Nagykanizsa Mindenki Sportpálya
- Nézőszám: 1300
- MVP: Cseperkáló Péter #44 – ARD7 Budapest Wolves

Míg az összecsapás elején csak nézték, hogy elfutnak mellettük a Farkasok játékosai, a végén már ok is keményen odatették magukat. Bár a Farkasok korán megkezdték a pontgyártást, és az első félidőre el is húztak 44-0-ra, mégsem játszottak utána a közönségnek, maradtak a futások, és a rövid passzok. Az igazán látványos, hosszú dobásokat az edző, Lee Hlavka utasítására nem vállalták be. A Démonok óriási szívvel, és örömmel játszottak a pályán, és akadtak náluk is kiemelkedő egyéni teljesítmények. A #19-cel játszó elkapó játékos, Németh Milán nagyszerűen fogta meg az irányító hosszú labdáit, a #11-es számot viselő futó játékos, Horváth Gyula pedig párszor igazán zavarba hozta a Farkasok védősorát.
A mérkőzés végén mindkét csapat boldogan vonult az öltözőkbe. A Wolves nem is igazán az eredmény miatt, hanem mert jó volt Budapesten kívül is ezer fő feletti tömeg előtt játszani, és mert valóban nemes küzdelem folyt a pályán. A Démonok úgy gondolják, hogy többet tanultak ebből a mérkőzésből, mint az eddigi edzéseiken összesen, és mivel túl vannak a legnehezebb ellenfélen, újult erővel várják a folytatást.

### Nagykanizsa Demons–Győr Sharks14-63
| Negyed | 1  | 2  | 3 | 4 | Tot |
| ------ | -- | -- | - | - | --- |
| Demons | 7  | 0  | 7 | 0 | 14  |
| Sharks | 28 | 21 | 7 | 7 | 63  |

- Kezdés: 2005. október 8. 13:00
- Helyszín: Nagykanizsa Mindenki Sportpálya
- Nézőszám: 400

A Démonok kezdték jobban a mérkőzést, és taktikusan váltogatva a futó és passzjátékot, meg is szerezték a csapat első touchdown-ját a bajnokságban, majd a sikeres extra pont kísérlet után 7-0 állt a táblán a hazaiak javára. A Cápák viszont nem jöttek zavarba, innentől a félidő végéig nem engedélyeztek több pontot a Démonoknak. Kimagaslott a futójáték elleni védekezésük, többször is negatív yarddal sikerült zárnia a támadást a Nagykanizsának. A közönség kitartóan szurkolt a hazai csapatnak, és bár 49-7-es győri vezetéssel zárult a félidő, a szurkolók még bíztak csapatuk feltámadásában.
A második félidő ugyanúgy indult, mint az első, a Nagykanizsa újabb touchdown-t szerzett, ezzel felcsillant az újabb remény a hátrány ledolgozására. A Győr visszavett a tempóból, próbálta biztosan őrizni a labdát, és az ekkor már folyamatosan futó óra mihamarabbi lejáratására törekedett. A Démonok összeszedték magukat, és igazi ellenféllé váltak, a Cápák 1-2 first down után kénytelenek voltak elrúgni a labdát. A kiegyenlített második félidőt a pontszegény 14-7-es összesítés is mutatta.

### ARD7 Budapest Wolves–Debrecen Gladiators49-7
| Negyed     | 1  | 2 | 3  | 4 | Tot |
| ---------- | -- | - | -- | - | --- |
| Wolves     | 28 | 7 | 14 | 0 | 49  |
| Gladiators | 0  | 0 | 0  | 7 | 7   |

- Kezdés: 2005. október 9. 13:00
- Helyszín: Budapest Wolves Stadion
- Nézőszám: 800

A mérkőzés Farkas fölénnyel kezdődött, a legelső támadás rögtön egy Cseperkáló touchdown-t hozott. Félő volt, hogy ha végig kitart ez a lendület, akkor még a Nagykanizsai Démonoknál is nagyobb vereségbe szalad bele a debreceni gárda. Az első félidő végén 35-0-s Wolves vezetést mutatott az eredményjelző. A második félidő azonban nagy meglepetést tartogatott. A Debrecen irányítója, a #3-as számmal játszó Joseph Scott Selmser kiválóan keverte a lapokat, és többször sikerült first down-t elérnie a lelassult Wolves védelemmel szemben. A harmadik negyedben csak 2 touchdown-ra futotta a tapasztalt Farkasok erejéből.
Ugyanakkor történt egy érdekes szituáció a pályán. A Gladiátorok mezőnygól-kísérlettel próbálkoztak, viszont az nem jutott el a kapuig, sot a labda sem hagyta el a pályát, megállt a célterületen. A játékvezetők nem fújtak a sípjukba, de jelezték, hogy a labda szabad, tehát bárki megszerezheti. A játékosok kissé megzavarodtak, elkezdtek levonulni a pályáról, hogy jöhessenek a támadó illetve védekező sorok. Míg a cserék folytak, a Farkasoknál #30-assal játszó Árpa Attila kapcsolt, felkapta a labdát, és befutott vele a Debrecen célterületére, ami szabályosan touchdown-t ért volna. De mivel közben már mindkét csapat megkezdte a cserét, és így 11-nél több játékosuk tartózkodott egyidejűleg a pályán, ezért a bírók érvénytelenítették a pontszerzést, és újabb negyedik kísérletet rendeltek el.
A Debrecen mind futó, mint passzjátékban feljavult, nagyszerűen találták meg a rést a Farkasok védőfalán. A mérkőzés végéhez közeledve eljutottak a Wolves célterületéhez, és egy reverse futást követően megszerezték az első touchdown-jukat a mérkőzésen, amire a budapesti gárda már nem tudott válaszolni. Így nemcsak pontot értek el a toronymagas esélyesnek számító Wolves ellen, hanem meg is nyerték a negyedik negyedet 7-0-ra. A Farkasok ellen szerzett minden pont sokat érhet az összesítésnél.

### Debrecen Gladiators–Nagykanizsa Demons55-20
| Negyed     | 1  | 2  | 3  | 4 | Tot |
| ---------- | -- | -- | -- | - | --- |
| Gladiators | 20 | 13 | 15 | 7 | 55  |
| Demons     | 0  | 7  | 7  | 6 | 20  |

- Kezdés: 2005. október 15. 13:00
- Helyszín: Debrecen Nagyerdei Stadion
- Nézőszám: 600

Az első negyed után 20-0-ra vezetett a hazai csapat. A második negyed elején viszont a kanizsai ért el touchdown-t, és ez meghozta a közönség biztatását, újabb lendületet adva a Gladiátoroknak. Az eddigi mérkőzéseken leginkább irányítói szerepben látott, amerikai származású Joseph Scott Selmser most leginkább futójátékosként tűnt fel, de néhány trükkösebb play-nél megvillantotta dobótechnikáját, jó néhány plusz yardot hozva csapatának. A félidőre 33-7-re módosult az eredmény.
A második játékrészre a Démonok magukra találtak, és bár sérülések miatt három meghatározó játékosuktól is búcsúzniuk kellett – köztük a kezdő irányítójuktól is – egyre kiegyensúlyozottabb teljesítményt nyújtottak. Ezt a félidő 15-13-as összesített eredménye is jól mutatja. Ez az igyekezet viszont nem volt elég az eredmény megfordításához, így a Debrecen Gladiators első hazai mérkőzésén elkönyvelhette első győzelmét, mellyel az alapszakasz harmadik helyezettje lett.

### Győr Sharks–ARD7 Budapest Wolves7-45
| Negyed | 1  | 2  | 3  | 4 | Tot |
| ------ | -- | -- | -- | - | --- |
| Sharks | 0  | 0  | 7  | 0 | 7   |
| Wolves | 14 | 14 | 10 | 7 | 45  |

- Kezdés: 2005. október 16. 13:00
- Helyszín: Győr Bácsai Sporttelep
- Nézőszám: 600

Mindkét csapat felkészült az ellenfélből, és a bajnokság eddigi legizgalmasabb, legküzdelmesebb mérkőzését láthatta a kilátogató közönség. Az ellenfelek már az összecsapás elején keményen egymásnak estek, és a Farkasok a tőlük megszokott futójátékot részesítették előnyben. A Cápákat váratlanul érte a kemény, agresszív támadójáték, és bár a Wolves középső futásait rendre megállították, a szélekkel bajban voltak.
A Farkasok 28 pontos félidei vezetése még így is a bajnokság eddigi legszorosabb eredménye. A második játékrészben a Sharks trükkösebb megoldáshoz folyamodott. Az előzetes videoelemzések kapcsán a Wolves készült a Győriekből, mégis meglepte őket egy dupla reverse variáció utáni hosszú passz, mellyel az elkapó meg sem állt a célterületig. Így a Debrecen után a Győr is pontot szerzett a budapesti csapat ellen. A félidőben még további 17 pontot szerzett a Wolves, amivel megtartotta veretlenségét. A mérkőzés végeredménye 7-45 a Budapest Wolves javára.

## Rájátszás

### Győr Sharks–Debrecen Gladiators27-34
| Negyed     | 1 | 2 | 3 | 4  | Tot |
| ---------- | - | - | - | -- | --- |
| Sharks     | 6 | 7 | 8 | 6  | 27  |
| Gladiators | 6 | 7 | 7 | 14 | 34  |

- Kezdés: 2005. október 29. 13:00
- Helyszín: Győr Bácsai Sporttelep
- Nézőszám: 300

Nem kis meglepetéssel zárult a hétvégén a MAFL rájátszásának első mérkőzése. A Debrecen Gladiators csapata hazai pályán legyőzte a Győr Sharks gárdáját, így ő jutott a bajnokság döntőjébe. A Cápákat érzékenyen érintette a vereség, hiszen nemcsak a továbbjutástól estek el, hanem egy komolyabb szponzori ajánlattól is.
Kétségkívül ez volt a bajnokság eddigi legizgalmasabb mérkőzése. A csapatok eddigi mérkőzéseik kapcsán megismerték egymást, és tökéletesen felkészültek a másik taktikájából. A mérkőzés végig kiegyensúlyozott volt, a Gladiátorokon látszott, hogy tudatos taktikai harcot vívnak ellenfelükkel. A Győrieket a mérkőzés alatt három komolyabb sérülés is hátráltatta, mivel mindegyik játékos a kezdőcsapatból esett ki.
Az igazi kérdés a második félidőre maradt. Sikerül-e a Győrnek újraszervezni támadósorát, és megzavarni vele a Debrecen védelmét. Az újítás nem sikerült, így az utolsó percekben dőlt el a mérkőzés a Gladiátorok javára. Ha a Debrecen tovább tartja jó formáját, és a tőle megszokott módon, technikailag is felkészül a döntőre, komoly fejtörést okozhat ellenfelének.

### ARD7 Budapest Wolves–Nagykanizsa Demons72-2
| Negyed | 1  | 2  | 3 | 4  | Tot |
| ------ | -- | -- | - | -- | --- |
| Wolves | 16 | 28 | 7 | 21 | 72  |
| Demons | 0  | 0  | 2 | 0  | 2   |

- Kezdés: 2005. november 6. 12:00
- Helyszín: Budapest Wolves Stadion
- Nézőszám: 400

Bár a Wolves győzelmét előre lehetett jósolni, hiszen a csapat több tapasztalattal és nagyobb múlttal bír, a nagykanizsai gárda is mindenre elszántan nézett a küzdelem elé. A mérkőzés úgy indult, mint az első találkozó Nagykanizsán, a Farkasok hamar megszerezték a vezetést és magabiztosan meneteltek a győzelem felé.
A Démonok viszont megmutatták, hogy mennyire fejlődőképes csapat és olykor komoly ellenállást tanúsítottak a hazai pályán küzdő fenevadak ellen. Rövid passzos játékuk nehéz helyzetek elé állította a Farkasokat és ez komoly meglepetést jelentett az alig féléves csapattól. Bár az első félidőt pont nélkül zárták a Démonok, a 3. negyedet mégis nagy magabiztossággal kezdték meg, és mintegy 5 yardnyira megközelítették az ellenfél célterületét. Itt elvesztették a labdát, de a következő támadás során egy látványos védekezés eredményeként a Farkasok futó játékosát a saját célterületén teperték le, ami 2 pontot hozott a Démonoknak. Ez, valamint a folyamatos cserék megzavarták a Wolves játékát, így ebben a negyedben csak egyetlen touchdown-ra futotta az erejükből. A mérkőzés végére újra magukra találtak a Farkasok és fölényes különbséggel kvalifikálták magukat a bajnokság döntőjébe.

## Döntő

### ARD7 Budapest Wolves–Debrecen Gladiators46-0
| Negyed     | 1 | 2  | 3 | 4 | Tot |
| ---------- | - | -- | - | - | --- |
| Wolves     | 7 | 27 | 3 | 9 | 46  |
| Gladiators | 0 | 0  | 0 | 0 | 0   |

- Kezdés: 2005. november 19. 12:00
- Helyszín: Budapest BVSC Stadion
- Referee: Doboczky Zoltán
- Nézőszám: 1600
- MVP: Sviatkó Gábor #81 – ARD7 Budapest Wolves

A Megasztárból ismert Tóth Gabi és Palcsó Tamás énekelték a himnuszt és kezdetét vette az első Magyar Bajnokság döntője. A félidőben a Farkasok az elvárások szerint 34 ponttal vezettek, a Gladiátorok nem tudtak pontozni. A debreceniek viszont kiválóan fel voltak készülve a Farkasok támadósorára, akiknek meg kellett küzdeniük a pontokért. A Gladiátorok támadásai viszont eredménytelenek maradtak, a Wolves védelme a legjobb formáját hozta és alig engedett first down-t, a Farkasok vörös zónáját a Gladiátorok egyszer sem közelítették meg.
A magyar származású főbíró Doboczky Zoltán és német kollégája, Heinz Peter Gruber szigorúan kézben tartották a mérkőzést és a bajnokság alatt ezen a mérkőzésen dobták a legkevesebb sárga zászlót. Ezek közül is a Farkasok támadói gyűjtötték be a legtöbbet, elsősorban holding, block in the back és illegal use of hands miatt.
A második félidőben tovább folytatódott a védelmek és hibák csatája, a Wolves új RB-sztárja, Kiss Viktor háromszor futotta meg a TD-t, és háromszor fújták vissza a csapattársai szabálytalanságai miatt. Így aztán a Farkasok rúgójára, Sviatkó Gáborra maradt a pontszerzés feladata.
Ő lett a mérkőzés MVP-je (most valuable player – legértékesebb játékos) és összesítve ő az a Wolves játékos, aki a legtöbb pontot szerezte a Wolves csapatának hivatalos mérkőzéseken, ezzel épphogy maga mögé utasítva a Farkasok legjobb támadó játékosát, Cseperkáló Pétert. A Farkasok fullback-je egyébként meglepően kevésszer jutott labdához a döntőben, helyette elsősorban Rittinger Krisztián vitte a labdát. Valószínűleg így sikerült kijátszani a debreceniek védelmét, akik elsősorban Cseperkáló izomfutásaira készültek – láthatóan a térdei voltak a debreceni Linebackerek első számú célpontjai.
A debreceniek támadói a második félidőben sem tudtak említésre érdemes akciót indítani, a Farkasok eredményesen kikapcsolták a Gladiátorok sztárját, Joe Selmser-t. A passz játék sem mentette meg őket, többek közt Strong Safety Bencze Ferenc és Free Safety Pacuk László (aki ezzel a mérkőzéssel búcsút vett a csapattól) egy-egy interceptionnal védte ki a debreceni passz próbálkozásokat.
A mérkőzés utolsó pontjait megérdemelten a Farkasok védelme szerezte. Defensive End Bíró Gyula leteperte a Gladiatorok labdahordóját saját endzónájában, a safety pedig leszögezte a végeredményt: 46 : 0.

## Összegzés

### Alapszakasz
| # | Csapat               | M | Gy | V | P+  | P–  | %    | Megjegyzés |
| - | -------------------- | - | -- | - | --- | --- | ---- | ---------- |
| 1 | ARD7 Budapest Wolves | 3 | 3  | 0 | 173 | 14  | 1,00 | Play-off   |
| 2 | Győr Sharks          | 3 | 2  | 1 | 120 | 87  | 0,67 | Play-off   |
| 3 | Debrecen Gladiators  | 3 | 1  | 2 | 90  | 119 | 0,33 | Play-off   |
| 4 | Nagykanizsa Demons   | 3 | 0  | 3 | 34  | 197 | 0,00 | Play-off   |

### Rájátszás
|  |               |                      |           |                     |   |                   |                      |                   |
|  | Elődöntők     | Elődöntők            | Elődöntők |                     |   | I. Hungarian Bowl | I. Hungarian Bowl    | I. Hungarian Bowl |
|  | Elődöntők     | Elődöntők            | Elődöntők |                     |   | I. Hungarian Bowl | I. Hungarian Bowl    | I. Hungarian Bowl |
|  | 2005. 11. 06. |                      |           |                     |   |                   |                      |                   |
|  |               |                      |           |                     |   |                   |                      |                   |
|  | 1             | ARD7 Budapest Wolves | 72        |                     |   |                   |                      |                   |
|  | 1             | ARD7 Budapest Wolves | 72        | 2005. 11. 19.       |   |                   |                      |                   |
|  | 4             | Nagykanizsa Demons   | 2         |                     |   |                   |                      |                   |
|  | 4             | Nagykanizsa Demons   | 2         |                     |   | 1                 | ARD7 Budapest Wolves | 46                |
|  | 2005. 10. 29. |                      |           |                     |   | 1                 | ARD7 Budapest Wolves | 46                |
|  |               |                      | 3         | Debrecen Gladiators | 0 |                   |                      |                   |
|  | 2             | Győr Sharks          | 3         | Debrecen Gladiators | 0 | 27                |                      |                   |
|  | 2             | Győr Sharks          |           |                     |   |                   |                      |                   |
|  | 3             | Debrecen Gladiators  | 34        |                     |   |                   |                      |                   |
|  | 3             | Debrecen Gladiators  | 34        |                     |   |                   |                      |                   |
|  |               |                      |           |                     |   |                   |                      |                   |

## Közvetítések
Az I. Hungarian Bowl mérkőzéseit a Sport1 televízió közvetítette felvételről, valamint a Sport1 TV az NFL hatodik játékhetében, 90 percben (!) kizárólag a Hungarian Bowl alapszakasz mérkőzéseivel foglalkozott.

## Látogatottság
Az I. Hungarian Bowl mérkőzéseinek összesen 5850 regisztrált nézője (950 néző/mérkőzés) volt. A legtöbb nézőt természetesen a döntőn regisztrálták (1600 néző), az alapszakasz legnépesebb nézőszámát a Nagykanizsa Demons – Budapest Wolves mérkőzése hozta (1300 néző).